# Woke

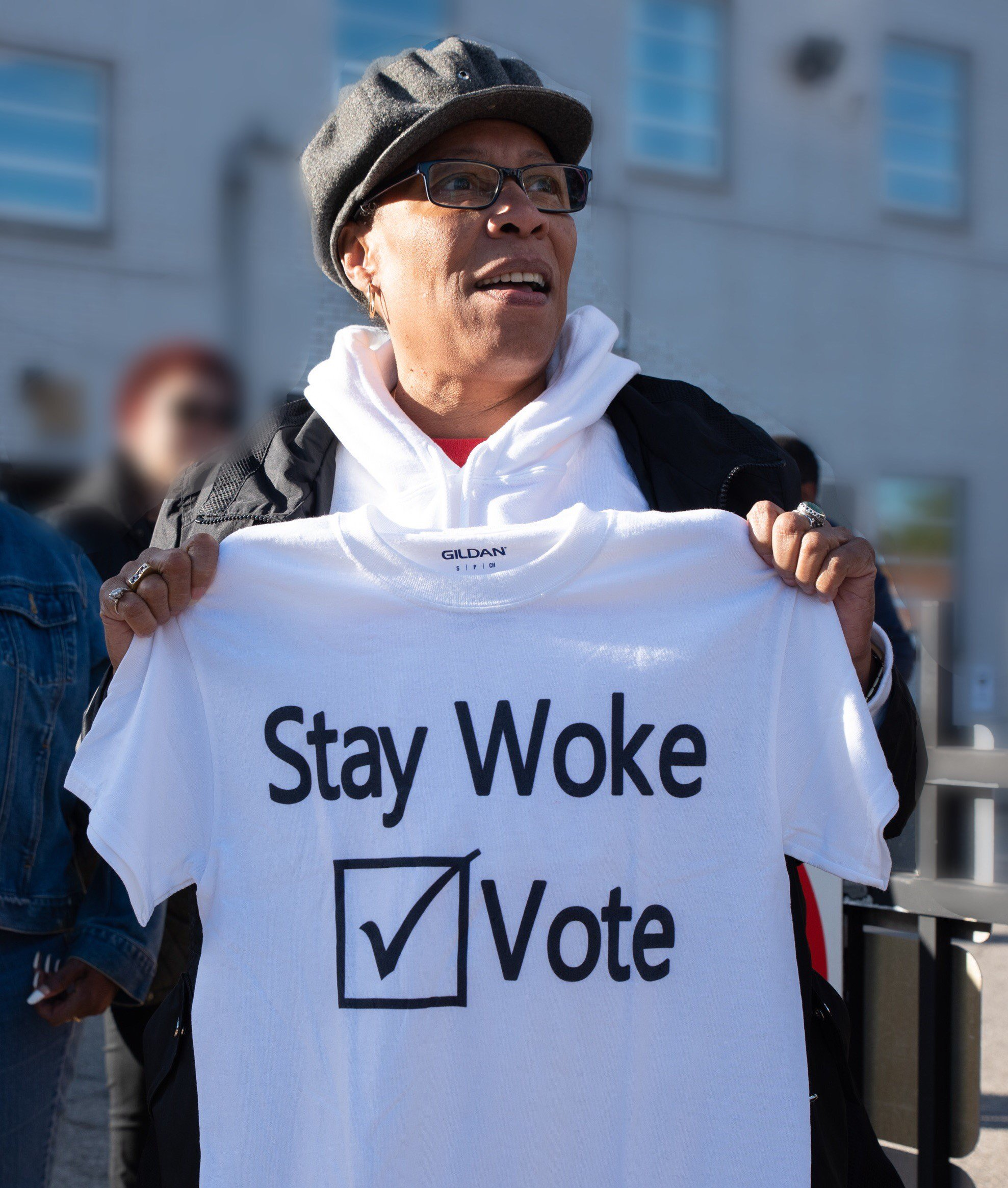
L'allora deputata statunitense Marcia Fudge mostra una maglietta che recita lo slogan "Stay Woke: Vote" (2018)

Woke (in inglese sveglio) è un termine nato negli anni 30 del XX secolo per riferirsi alla consapevolezza delle problematiche relative agli afroamericani. A partire dagli anni 2010, il termine ha cominciato a designare una consapevolezza più ampia relativa alle disuguaglianze sociali come la discriminazione razziale ed etnica, il sessismo, l'abilismo e la negazione dei diritti della comunità LGBTQ.
Lo slogan da cui deriva il termine, stay woke ("rimani sveglio"), venne popolarizzato in alcune registrazioni della prima metà del XX secolo dal cantante folk e attivista Lead Belly e, in tempi più recenti, dalla cantautrice Erykah Badu. Durante le rivolte di Ferguson del 2014, la frase venne ulteriormente popolarizzata dagli attivisti del movimento Black Lives Matter (BLM) per aumentare la consapevolezza della violenza della polizia sulla comunità nera. Le occorrenze del termine su Google hanno raggiunto il picco nell'estate del 2017. Divenuto popolare tra gli appartenenti della generazione Millennial e Generazione Z, il termine woke è stato aggiunto ufficialmente nel 2017 nell'Oxford English Dictionary. 
A partire dal 2019, il termine ha cominciato a venir utilizzato con accezione dispregiativa da parte di alcuni ambiti della destra e del centro politico per riferirsi ai movimenti di sinistra e in generale progressisti al fine di denigrare azioni come di censura, revisionismo e neo-puritanesimo e atteggiamenti ritenuti come superficiali o poco sinceri relativamente alle tematiche. Successivamente, termini come woke-washing e woke capitalism hanno cominciato ad apparire per riferirsi a individui o organizzazioni che pubblicizzano il loro impegno per la giustizia sociale a scopo di lucro, generando un fenomeno noto anche come "attivismo performativo".
Il termine, l'ideologia e il movimento sono anche stati accusati di ipocrisia e di promuovere e incoraggiare, sotto le mentite spoglie dell'antirazzismo, altre forme di discriminazione e di bigottismo ritenute "accettabili", come il razzismo anti-europeo o caucasico, la misandria, l'ageismo e l'antisemitismo.

## Descrizione
Il movimento woke si attiene a due principi. Il primo è quello della wokeness, con cui si intende il "non abbassare la guardia", ovvero essere consapevoli di fronte a problemi sociali come il razzismo e la disuguaglianza. Il secondo è quello del wokeism (italianizzato in wokismo), che indica il comportamento e gli atteggiamenti sensibili alle ingiustizie sociali e politiche.
Penetrato nel linguaggio politico anche in Europa, Asia e America Latina, il termine è ora principalmente usato da critici di destra e centro-destra per designare e stigmatizzare un comportamento, considerato onnicomprensivo dell'agenda politica della sinistra, che comprenderebbe una gamma di posizioni politiche tipicamente progressiste (dal femminismo all'opposizione al razzismo a varie posizioni economiche e sociali di sinistra) e il cui fine spazierebbe dall'affinità con la "cultura della cancellazione" alla "distruzione delle nazioni" e al "neo-puritanesimo".

## Etimologia e storia

### Ventesimo secolo
Originariamente la parola era impiegata nell'inglese afro-americano vernacolare come sinonimo di awake ("sveglio"). 
Una delle primissime registrazioni dell'uso del termine wokeness utilizzato come concetto relativo alla consapevolezza politica risale al filosofo e attivista jamaicano Marcus Garvey, che nel 1923 scrisse e coniò lo slogan "Wake up Ethiopia! Wake up Africa!"
Il cantautore folk afroamericano Huddie Ledbetter, più conosciuto come Lead Belly, usò la frase "stay woke" in una registrazione del 1938 della sua canzone "Scottsboro Boys", la quale raccontava la vera storia di nove ragazzi afroamericani ingiustamente accusati di aver violentato due donne bianche nell'Alabama del 1931. Nella registrazione Lead Belly racconta di aver incontrato di persona i nove accusati e il loro avvocato e di avvisare chiunque a fare molta attenzione quando si passasse per la cittadina di Scottsboro (che nel brano diventa metafora degli interi Stati Uniti) affermando che la cosa migliore sia "rimanere svegli (stay woke)" e "tenere gli occhi aperti".
A metà del ventesimo secolo, il termine woke assunse maggiormente il significato di "persona bene informata" e "consapevole" specialmente in riferimento a tematiche politiche e sociali. L'Oxford English Dictionary riporta come primo uso del termine in questa accezione un articolo del 1962 apparso sul New York Times Magazine scritto dal romanziere afroamericano William Melvin Kelley intitolato "If You're Woke You Dig It" in cui si menziona l'utilizzo dello slang tipicamente afroamericano anche da parte dei beatnik non afroamericani.

### 2008-2014 e hashtag #Staywoke
Tra la fine degli anni 2000 e i primi anni 2010, il termine woke viene utilizzato maggiormente come avvertimento a "stare svegli" e a non passare indifferenti davanti alle ingiustizie e alle discriminazioni. Questo significato è stato utilizzato dall'artista Childish Gambino nella sua canzone del 2016 "Redbone" contribuendo a popolarizzare il termine. Con la stessa accezione il termine era stato utilizzato nel 2008 dalla cantante soul Erykah Badu nel brano "Master Teacher".
Come riportato da il The Economist, il termine woke e l'hashtag #Staywoke cominciarono maggiormente a essere utilizzati all'inizio del decennio per definire la consapevolezza individuale riguardanti le problematiche collegate a temi sociali come la discriminazione e le ingiustizie. La stessa Badu utilizzò l'hashtag e il termine in riferimento al mantenersi informati e non dimenticare l'incarcerazione nel 2012 dei membri del gruppo rock femminista russo Pussy Riot. Questo caso è stato citato dal sito Know Your Meme come la prima attestazione dell'hashtag #Staywoke.

### 2014–2015: Black Lives Matter
Nel 2015 a seguito dell'uccisione di Michael Brown, diciottenne afroamericano di Saint Paul, nel Missouri, disarmato crivellato di colpi da due poliziotti, la frase "stay woke" venne usato dai sostenitori del movimento Black Lives Matter come denuncia e invito alla consapevolezza verso l'abuso di potere da parte della polizia.
Awake, tuttavia, viene tuttora usato dagli oppositori della cosiddetta correttezza politica per distinguersi appunto dai sostenitori dei diritti civili; da qui lo slogan "Awake, not woke". Con lo sviluppo del movimento per i diritti civili degli anni sessanta del XX secolo, woke è diventato un termine politico ed è strettamente collegato al mondo dei paladini della giustizia sociale, per cui ha assunto anche un'accezione molto più negativa.

### 2015–2019: ampliamento dell'uso del termine
Seppur inizialmente utilizzato per riferirsi principalmente a problemi relativi il pregiudizio razziale e la discriminazione degli afroamericani, il termine woke ha cominciato a venir utilizzato anche da ulteriori gruppi attivisti relativamente a diverse problematiche. Aja Romano, giornalista di Vox, ha scritto che il termine si è evoluto in una parola singola che da sola rappresenta l'intera ideologia di sinistra e in particolare le componenti incentrate sulla giustizia sociale. L'opinionista David Brooks ha scritto nel 2017 che "essere woke significa essere radicalmente consapevoli e giustificatamente paranoici. Significa essere consapevoli del marciume che pervade le strutture di potere" in contrasto a posizioni di rigida e fredda indifferenza (definite con l'aggettivo di cool).
Il termine ottenne ulteriore popolarità durante la campagna elettorale e la prima presidenza di Donald Trump divenendo maggiormente popolare tra i Millennial e i membri della Generazione Z.

### 2019–oggi: uso in senso dispregiativo
A partire dal 2019, oppositori di istanze sociali progressiste hanno gradualmente iniziato a utilizzare il termine woke in senso sarcastico come accusa di attivismo performativo e poco sincero nonché come accusa di seguire un comportamento e un'ideologia moralizzante.

## Accoglienza

### Francia
Il termine wokisme è divenuto di uso comune a partire dalla campagna elettorale per le elezioni presidenziali francesi del 2022. È spesso utilizzato in riferimento a ciò che viene percepito come un'importazione statunitense incompatibile con i valori tradizionali francesi. Il 13 ottobre 2021 il ministro francese Jean-Michel Blanquer ha presentato Le laboratoire de la République, un think tank per sensibilizzare i giovani sulla storia della Quinta Repubblica francese e, a sua detta, per "combattere l'ideologia woke e quella della cultura della cancellazione" ovvero ciò che viene percepito come un'importazione dai paesi anglosassoni. Il presidente del Consiglio superiore dei programmi scolastici francesi ha sostenuto che è difficile «proteggere l'istituzione scolastica da tutte le mode in voga nella società e dalle ideologie di decostruzione, postcoloniali o identitarie». Similmente si è espresso il filosofo sovranista Michel Onfray che ha definito l'ideologia woke come espressione di una "tirannia delle minoranze", nonché «una delle cause della rovina della Francia e della civiltà occidentale».
Il sociologo e politologo francese Alain Policar ha sottolineato al riguardo come il termine "woke", originariamente nato tra le comunità afroamericane per descrivere la consapevolezza verso le ingiustizie sociali, sia stato utilizzato con accezione negativa da diversi politici della sinistra repubblicana, del centro-destra e dell'estrema destra per designare chiunque sia coinvolto in battaglie a favore dell'ecologia e del femminismo e contro il razzismo e le discriminazioni della comunità LGBT, come se si trattasse di un unico movimento omogeneo che propaghi una ipotetica "ideologia woke".
Il filosofo Pierre-Henri Tavoillot ha definito il "wokisme" come un corpus di diverse idee riguardanti "l'identità, il genere e la razza", con il principio di denunciare e combattere determinate strutture di potere oppressive, attraverso strumenti quali l'approccio a un linguaggio più inclusivo, una maggiore attenzione all'educazione e una decostruzione delle vecchie norme di genere.

### Regno Unito
Nel Regno Unito, l'opposizione al concetto di woke e ciò che esso rappresenterebbe è di uso comune all'interno tra i membri del Partito Conservatore e sui media della destra politica come il Daily Telegraph e Daily Mail.
Il termine woke è frequentemente usato da esponenti politici conservatori, seppur spesso con intento dispregiativo: nel 2021 ad esempio la ministra dell'Università del Regno Unito e membro del Partito Conservatore britannico Michelle Donelan ha sostenuto che alcuni corsi accademici tratterebbero la decolonizzazione «censurando la storia come sotto l'Unione Sovietica». Nel 2024 durante la campagna elettorale, il Partito Conservatore al potere attrasse critiche con l'accusa di voler creare una guerra culturale basata attorno al concetto di woke. Nel 2023, l'ex primo ministro conservatore Theresa May, nel promuovere il suo libro The Abuse of Power, si è autodichiarata woke, col significato di persona che riconosce l'esistenza e la presenza della discriminazione all'interno della società.
In un sondaggio condotto dalla piattaforma YouGov nel 2022, il 73% dei britannici che hanno utilizzato il termine hanno affermato di averlo fatto in senso dispregiativo, l'11% in senso positivo e il 14% non lo ha usato con alcuna accezione specifica. L'opinionista Zoe Williams ha scritto sul quotidiano britannico The Guardian che in Gran Bretagna il dibattito pubblico riguardo la presenza di ciclisti per le strade è divenuto "il perfetto microcosmo in cui la wokeness si frammenta in tutte le sue forme" con le posizioni contrarie ai ciclisti che definiscono quest'ultimi come "un gruppo di lunatici" includendoli tramite il termine woke in un macrogruppo politicizzato omogeneo vicino agli ecologisti e ai progressisti.

### Stati Uniti d'America
Tra i conservatori e parte dei centristi statunitensi, il termine woke è considerato alla pari di un vero e proprio insulto. Membri del Partito Repubblicano hanno sempre più maggiormente utilizzato il termine per riferirsi ai membri del Partito Democratico con accezione ingiuriosa, mentre diversi membri centristi e moderati dei democratici hanno utilizzato il termine contro i membri del proprio partito ritenuti più di sinistra. Queste voci critiche ritengono che le istanze sociali e le richieste di vari movimenti come il Black Lives Matter esagerino la reale portata delle problematiche sociali denunciate.
Tra gli utilizzi del termine da parte dei repubblicani uno dei più popolari è stato lo Stop WOKE Act, una legge creata per limitare il dibattito sul razzismo all'interno delle scuole della Florida, un programma per eliminare tutti i libri di autori neri e della comunità LGBT dalle scuole e un gruppo di vigilantes istituito dal governo dello Stato della Florida autodenominatisi "woke busters" (cacciatori di woke).
Nel 2021 alcuni media conservatori riportarono come esempio di "woke" la notizia che l'Università di Yale avrebbe annunciato l'annullamento del famoso corso di Introduzione alla Storia dell'arte, dal Rinascimento a oggi, insegnato per decenni da Vincent Scully, uno dei più celebri professori di Yale, in quanto il presidente del dipartimento di Storia dell'arte l'avrebbe definito «troppo problematico» e che il nuovo corso avrebbe trattato l'arte in relazione a «genere, classe e razza». In realtà, nel comunicato ufficiale non vi era alcuna menzione di fattori di "genere, classe e razza" né riferimenti a una sua supposta problematicità, ma si affermava che "l'arte è una disciplina universale" e che in quanto tale sarebbe stato inadeguato per un corso di introduzione del primo anno focalizzarsi esclusivamente sulla storia dell'arte occidentale dal Rinascimento a oggi. Lo stesso anno Pano Kanelos, ex rettore del St. John College di Annapolis di orientamento conservatore, ha annunciato la nascita della University of Austin, una nuova università privata in opposizione alla "correttezza politica" e all'"ideologia woke", all'insegna della quale verrebbero esercitate pressioni sui docenti per il loro pensiero. Tra i finanziatori del nuovo ateneo figura l'imprenditore Elon Musk, che in un'intervista ha criticato l'ideologia woke definendola «la più grande minaccia alla civiltà moderna» e una forma di neo-puritanesimo che «sostanzialmente vuole rendere illegale la commedia» e facendo notare che l'industria di intrattenimento mainstream occidentale (in primis Hollywood, dunque Netflix e Disney) avrebbe avuto un brusco calo dei fan, clienti paganti, azionisti e spettatori (e quindi di profitti e azioni) dopo aver «completamente abbracciato l'ideologia woke e politicamente corretta» (da qui lo slogan go woke, go broke). Sempre stando a Musk, l'ideologia woke è «divisiva, escludente e odiosa» e «offre alle persone cattive uno scudo per essere meschine e crudeli, mascherate dietro una falsa virtù».
Il linguista John McWhorter ha affermato come la storia del concetto di woke sia molto simile a quella di politically correct, un altro termine in passato usato in termine neutro dalla sinistra ma di cui poi la destra se ne è appropriata in qualità di insulto. Aja Romano sottolinea come il termine woke e cancel culture siano diventati termini ombrello volutamente ambigui ed elastici tra la destra statunitense per attaccare qualunque cosa sia bollata come "politicamente corretto" e che attaccare i concetti di wokeness, di cancel culture, così come quello di critical race theory, è divenuta una strategia elettorale del Partito Repubblicano. L'ex presidente Donald Trump ha affermato nel 2021 che l'amministrazione Biden stesse "distruggendo" il paese "con il woke", e il senatore repubblicano Josh Hawley ha usato il termine per pubblicizzare un suo libro affermando che la "mafia woke" stesse tentando di impedirgli di pubblicarlo.